# SPhos
SPhos（エスフォス）または、2-ジシクロヘキシルホスフィノ-2',6'-ジメトキシビフェニルは、ビフェニル構造を持つアルキル置換ビアリールホスフィン配位子の一つである。SPhosのパラジウム錯体は、ほとんどのホスフィン配位子のパラジウム錯体が反応しないアリルクロリドが関与する鈴木・宮浦カップリングで高い触媒活性を示す。SPhosは空気に対して安定であるため扱いが容易である。